# Painbastard
Painbastard ist ein deutsches Futurepop- und Aggrotech-Projekt des Anwalts Alexander Pitzinger aus Leipzig.

## Geschichte
Alex P. begann 1995 mit experimenteller Musik auf dem Synthesizer. Kurz darauf erweiterte er seine Instrumente um einige Effektgeräte, womit er dann auch seine ersten Lieder auf CD aufnahm.
Dies verschaffte ihm die Möglichkeit, im Vorprogramm von Tanzwut, Blind Passengers und Dance or Die aufzutreten.
Mitte 2000 hatte Alex seine erste PromoCD Just Like Dying und 2001 die zweite, Mindevolution, veröffentlicht. Mit seiner dritten PromoCD Skin on Fire konnte Alex das Interesse von Accession Records wecken.
Das Debütalbum Skin on Fire kam 2003, wenn auch durch die Jahrhundertflut leicht verspätet, in die Läden. 2005 produzierte Alex das Album Overkill. Darauf folgte seine erste EP Storm of Impermanence, die bis auf Platz drei der DAC stieg.
Seine erste Deutschlandtour absolvierte Alex mit Suicide Commando und der Band Insekt. 
Ende 2006 produzierte man das Album No Need to Worry, auf dem Torben Wendt von Diorama mitsingt und auf dem Remixes von Feindflug und C. Hermodsson von S.P.O.C.K./Biomekkanik zu finden sind.
Ein Jahr später produzierte er zusammen mit SITD die Klangfusion Vol. 1, eine Doppel-EP, mit der sie dann auch gemeinsam auf Deutschland-Tour gingen. Nach der Tour erschien das Album Borderline. 

## Nebenprojekte
- Xceed
- Prototype

## Diskografie

### Alben
- 2001: Mindevolution
- 2003: Skin on Fire
- 2005: Overkill
- 2006: No Need to Worry
- 2007: Klangfusion
- 2007: Borderline
- 2010: Kriegserklärung

### EPs
- 2005: Storm of Impermanence